# Anton Berghamer
Anton Berghamer (* 12. Juni 1878 in Schalchen, Oberösterreich; † 4. Februar 1934 daselbst) war ein österreichischer Landwirt, Industrieller und Politiker.
Der Hammerwerkbesitzer war vielseitig tätig. So war er unter anderem Obmann der Bezirksgenossenschaft der Landwirte von Mattighofen, Mitglied des Bezirksschulrates Braunau und des Kuratoriums des Kriegsgeschädigtenfonds und Fachbeirat der Agrarbezirksbehörde Ried. Zudem war er als Mitglied des Landesfischereibeirates aktiv. Er war verheiratet und hatte zwei Söhne und eine Tochter.
Zwischen 1919 und 1925 war Berghamer Landtagsabgeordneter für die Christlichsoziale Partei. Er war sehr initiativ und trat oft im Landtag auf. Nach seinem Tod wurde Berghammer auf dem Friedhof von Schalchen bestattet, 1966 jedoch mit seiner Frau exhumiert und auf den Friedhof in Mattighofen überführt. Das von Berghammer geführte Hackwerk war nach seinem Tod von seiner Gattin verkauft worden.